# Ruta 6 (Uruguay)

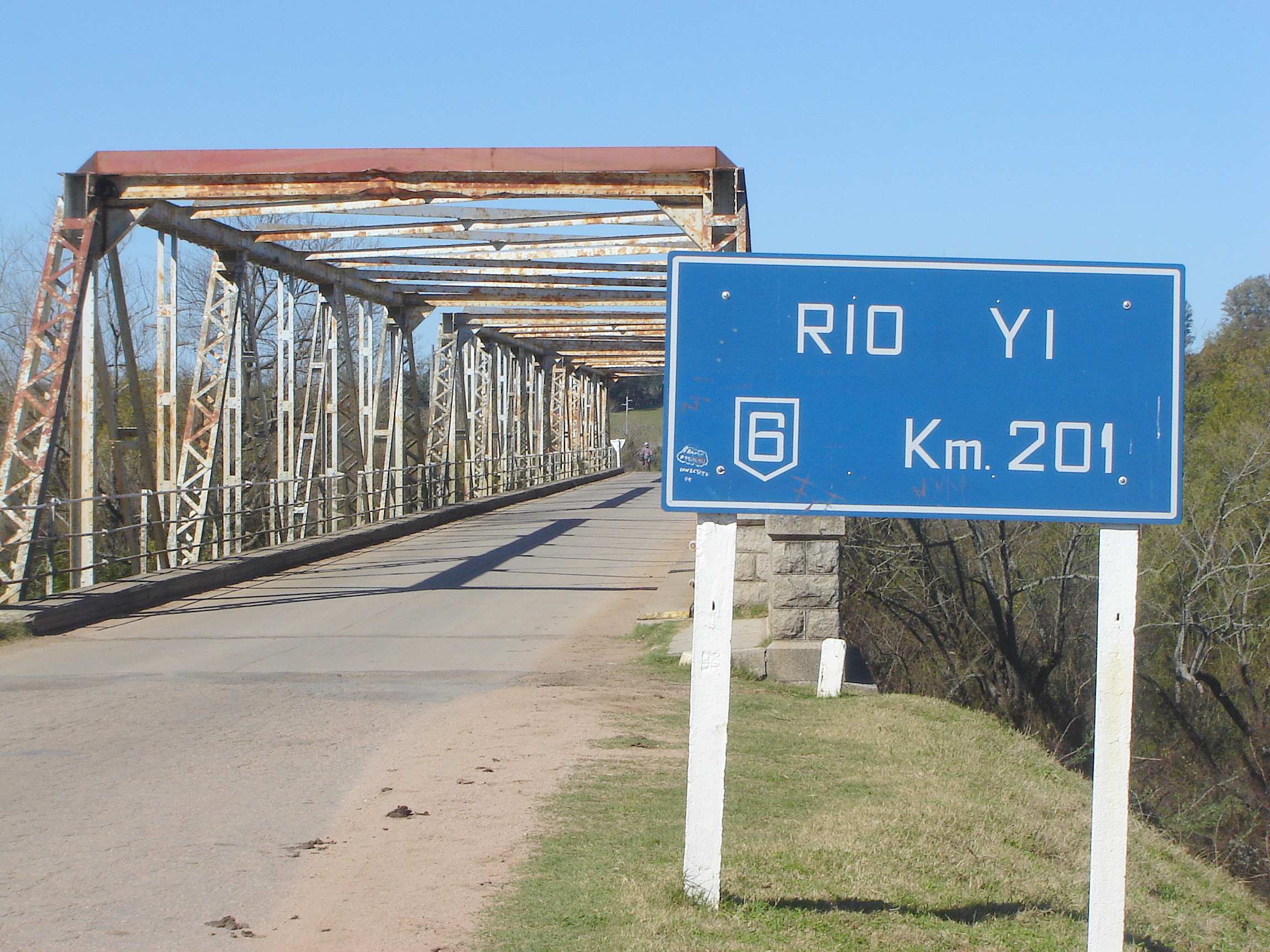
Viejo puente de la ruta 6 sobre el río Yí, al sur de la ciudad de Sarandí del Yí.

La ruta 6  es una de las rutas nacionales de Uruguay. Recorre el país de sur a norte, uniendo la ciudad de Montevideo con la frontera Uruguay-Brasil en la zona conocida como Paso Real de San Luis en el departamento de Rivera, y atraviesa los departamentos de Montevideo, Canelones, Florida, Durazno, Cerro Largo, Tacuarembó y Rivera. Fue designada con el nombre de Joaquín Suárez, por ley 15214 del 16 de noviembre de 1981.

## Recorrido
Su recorrido es de 450 km. A lo largo de su recorrido atraviesa los departamentos de Montevideo, Canelones, Florida, Durazno, Cerro Largo, Tacuarembó y  Rivera.
A la altura del km 329 en el límite entre los departamentos de Durazno y Tacuarembó la ruta se encuentra con el río Negro, donde hasta 1985 se discontinuaba. Para atravesar el río era necesario hacerlo a través de una balsa, en la zona conocida como Paso Pereira.  Para acceder a él se debe desviar de la propia ruta a través de caminos departamentales. En 1985, para evitar este cruce en balsa, se transformó el antiguo puente ferroviario de la línea Florida-km 329 que cruzaba el río Negro, en un puente carretero. El calculista fue el Ing. Alberto Ponce Delgado.
Esta carretera enlaza las siguientes ciudades y localidades uruguayas:
- Montevideo
- Toledo
- Sauce
- Santa Rosa
- San Bautista
- Castellanos
- San Ramón
- Chamizo
- San Gabriel
- Capilla del Sauce
- Sarandí del Yí
- Capilla de Farruco
- Cuchilla Ramírez
- Paso Pereira
- Caraguatá
- Vichadero
- Paso Hospital

Esta ruta presenta bajo flujo de tránsito, el cual disminuye a medida que uno se aleja de la ciudad de Montevideo, por tal motivo dicha carretera generalmente atraviesa las ciudades que une, a excepción de las ciudades de Sauce, San Ramón y Sarandí del Yí, donde existe un by-pass que permite que la ruta rodee estas ciudades sin atravesarlas.

## Características
Estado y tipo de construcción de la carretera según el tramo 
| Tramo                                     | Tipo de Red    | Tipo de Construcción   | Estado        |
| ----------------------------------------- | -------------- | ---------------------- | ------------- |
| Montevideo-San Ramón                      | Red Primaria   | Carpeta asfáltica      | Muy Bueno     |
| San Ramón-Sarandí del Yí                  | Red Secundaria | Tratamiento bituminoso | Muy Bueno     |
| Sarandí del Yí-Comercio Sáenz             | Red Secundaria | tratamiento bituminoso | Bueno         |
| Comercio Sáenz-Río Negro                  | Red secundaria | Tratamiento Bituminoso | Muy Bueno     |
| Río Negro-Caraguatá                       | Red Secundaria | Tosca                  | En reparación |
| Caraguatá-Vichadero                       | Red Secundaria | Tratamiento bituminoso | Bueno/Regular |
| Vichadero-Paso Real de San Luis           | Red Secundaria | Tratamiento Bituminoso | Regular       |
| Paso Real de San Luis-Frontera Con Brasil | Red Secundaria | Tosca                  | Regular       |

### Cortes de Ruta
- En el kilómetro 80, a la altura del río Santa Lucía en la ciudad de San Ramón se producen cortes en caso de intensas lluvias.[6]

- Entre los departamentos de Florida y Durazno, el tramo entre los puentes del arroyo Aguas Sucias y del río Yí sufre frecuentes cortes por el desborde del propio río Yí. Las lluvias hacen que su caudal crezca y que sobrepase el piso de los mismos, lo que provoca el corte de ruta. Esto ocasiona la incomunicación de la ciudad de Sarandí del Yí con las poblaciones del departamento de Florida.[7]